# Patrick Falk
Patrick Falk (Gelnhausen, 8 febbraio 1980) è un ex calciatore tedesco, di ruolo centrocampista.

## Carriera
Trequartista prolifico (mantiene una media superiore all'1 gol a partita nell'Under-15 e nell'Under-16 tedesca), dopo aver giocato nelle riserve del Bayer Leverkusen, ritorna a Francoforte, giocando 13 incontri di Bundesliga. Negli anni seguenti scende di categoria, ritirandosi da giocatore-allenatore nei dilettanti.